# La Jalousie (film, 2013)
Pour les articles homonymes, voir La Jalousie et Jealousy.
Pour plus de détails, voir Fiche technique et Distribution.
La Jalousie est un film dramatique français écrit et réalisé par Philippe Garrel, sorti en 2013.

## Synopsis
Une fillette observe le couple passionnel que forment son père et sa nouvelle compagne, bientôt gangréné par la jalousie.

## Fiche technique
- Titre français : La Jalousie
- Titre international : Jealousy
- Réalisation : Philippe Garrel
- Scénario : Philippe Garrel, Marc Cholodenko, Caroline Deruas-Garrel et Arlette Langmann
- Photographie : Willy Kurant
- Montage : Yann Dedet
- Musique : Jean-Louis Aubert
- Production : Saïd Ben Saïd
- Société de production : SBS Productions, en association avec Indéfilms 1
- Société de distribution : Capricci Films
- Pays d'origine :  France
- Langue originale : français
- Format : noir et blanc
- Genre : drame
- Durée : 77 minutes
- Dates de sortie :
  -  Italie : 5 septembre 2013 (Mostra de Venise)
  -  France : 4 décembre 2013

## Distribution
- Louis Garrel : Louis
- Anna Mouglalis : Claudia
- Esther Garrel : Esther
- Olga Milshtein : Charlotte

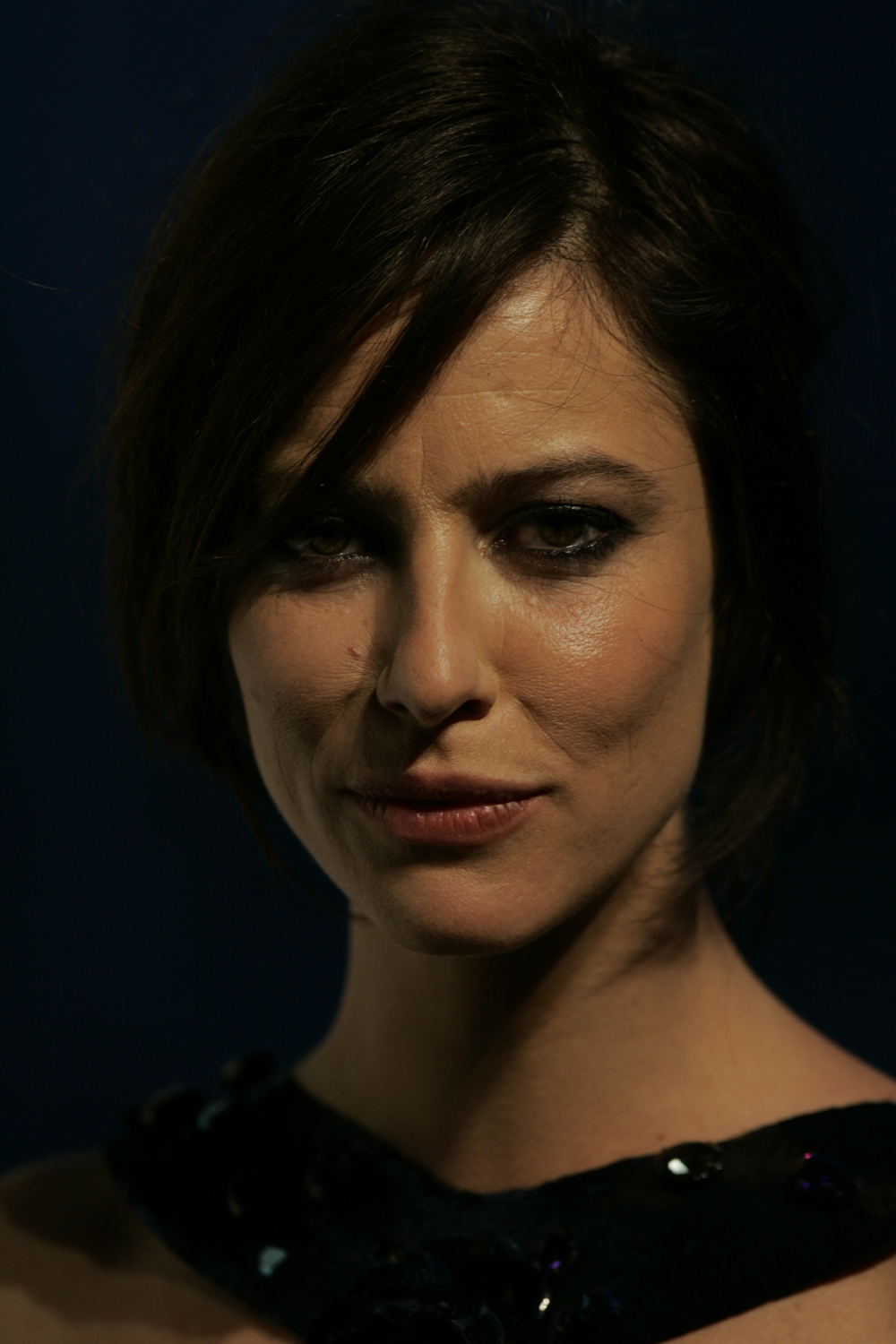
L'actrice principale Anna Mouglalis, l'année de tournage du film.

- Rebecca Convenant : Clothilde, la mère de Charlotte
- Emanuela Ponzano :  l'amie du père
- Arthur Igual : l'ami de Louis
- Jérôme Huguet : Antoine
- Manon Kneusé : Lucie
- Eric Ruillat : Henri

## Production
Le film est né du désir de Philippe Garrel de faire un film sur son père, le comédien Maurice Garrel, décédé en 2011. Avec ses scénaristes Caroline Deruas, Marc Cholodenko et Arlette Langmann, il a imaginé la vie d'un jeune comédien telle qu'a pu la vivre son père.
Initialement, Garrel a pensé intituler le film J'ai gardé les anges. Il a finalement choisi La Jalousie en s'inspirant des titres très simples de romans d'Alberto Moravia (Le Mépris, L'Ennui).

## Distinctions

### Récompense
Prix Marguerite Duras 2013 pour ce film et l'ensemble de son œuvre

### Nominations
- Mostra de Venise 2013 : sélection en compétition officielle
- Festival du film de New York 2013 : compétition officielle